# Saint-Trimoël
Saint-Trimoël település Franciaországban, Côtes-d’Armor megyében. Lakosainak száma 521 fő (2022. január 1.). Saint-Trimoël Bréhand, Landéhen, Penguily, Saint-Glen, Trébry és Lamballe-Armor községekkel határos.

## Népesség
A település népessége az elmúlt években az alábbi módon változott:
| Lakosok száma | 393  | 314  | 296  | 377  | 477  | 514  | 544  | 521  | 510  | 521  |
|               | 1968 | 1982 | 1990 | 2006 | 2013 | 2015 | 2017 | 2019 | 2020 | 2022 |